# Freca-Renate Bortfeldt
Freca-Renate Bortfeldt (verh. Lohkamp, * 5. Mai 1909 in Hamburg; † 17. März 1986 ebenda) war eine deutsche Theaterschauspielerin und Theaterregisseurin.

## Leben
Freca-Renate Bortfeldt debütierte 1930 am Stadttheater Stralsund. 1932 wurde sie von Erich Ziegel an die Hamburger Kammerspiele engagiert, wechselte aber kurz darauf an das Hamburger Thalia-Theater, wo Ziegel Intendant geworen war. 1935 verließ sie Hamburg. Anschließend folgten Engagements am Stadttheater Königsberg/Ostpreußen und am Stadttheater Bochum (unter Saladin Schmitt). 1942 kehrte sie nach Hamburg zurück. 1943–1944 war sie am Schauspielhaus Bremen verpflichtet. Anschließend ging sie wieder ans Hamburger Thalia-Theater zurück, wo sie mehr als 40 Jahre im festen Ensemble blieb, und als Publikumsliebling galt. Bortfeldt spielte im Laufe ihres Engagements immer mehr das Rollenfach der „Salondame“, beherrschte aber auch das Charakterfach.
1954 trat sie am Thalia-Theater erfolgreich als Katherine in John Van Drutens Komödie „Meine beste Freundin“ auf. Zu ihren „wichtigen Rollen“ dort gehörten u. a. die Frau van Daan im Theaterstück „Anne Frank“ (Spielzeit 1957/58), die Mutter in „Andorra“ (1962), die Mutter in „Sechs Personen suchen einen Autor“, die Signora Assunta in „Die Narrenkappe“ (ebenfalls von Luigi Pirandello), mit der sie auch am  Renaissance-Theater in Berlin gastierte, und die Baronin in „Geschichten aus dem Wiener Wald“ (1971). Zu ihren weiteren Rollen gehörte die Maria Josefa in „Bernarda Albas Haus“ (1979, Regie: Hans Neuenfels). Ihre letzten Rollen am Thalia-Theater waren die Fine in Marcel Pagnols Humoreske „Die Frau des Bäckers“ (Spielzeit 1984/85, Regie: Dieter Wedel) und Solveigs Mutter in „Peer Gynt“.
Daneben hatte Freca-Renate Bortfeldt Gastauftritte als TV-Schauspielerin und Sprecherin in Produktionen der ARD bzw. des NWDR (später NDR). Dazu gehörten die Fernsehspiele „Im sechsten Stock“ (1954), „Zwei wie wir... und die Eltern wissen von nichts“ (1966), „Ein besserer Herr“ (1973) sowie die NDR-Kriminalhörspielserie „Die Jagd nach dem Täter“ (1957–1964) und das Hörspiel „Göttin Welt“ (1970, NDR/SFB).

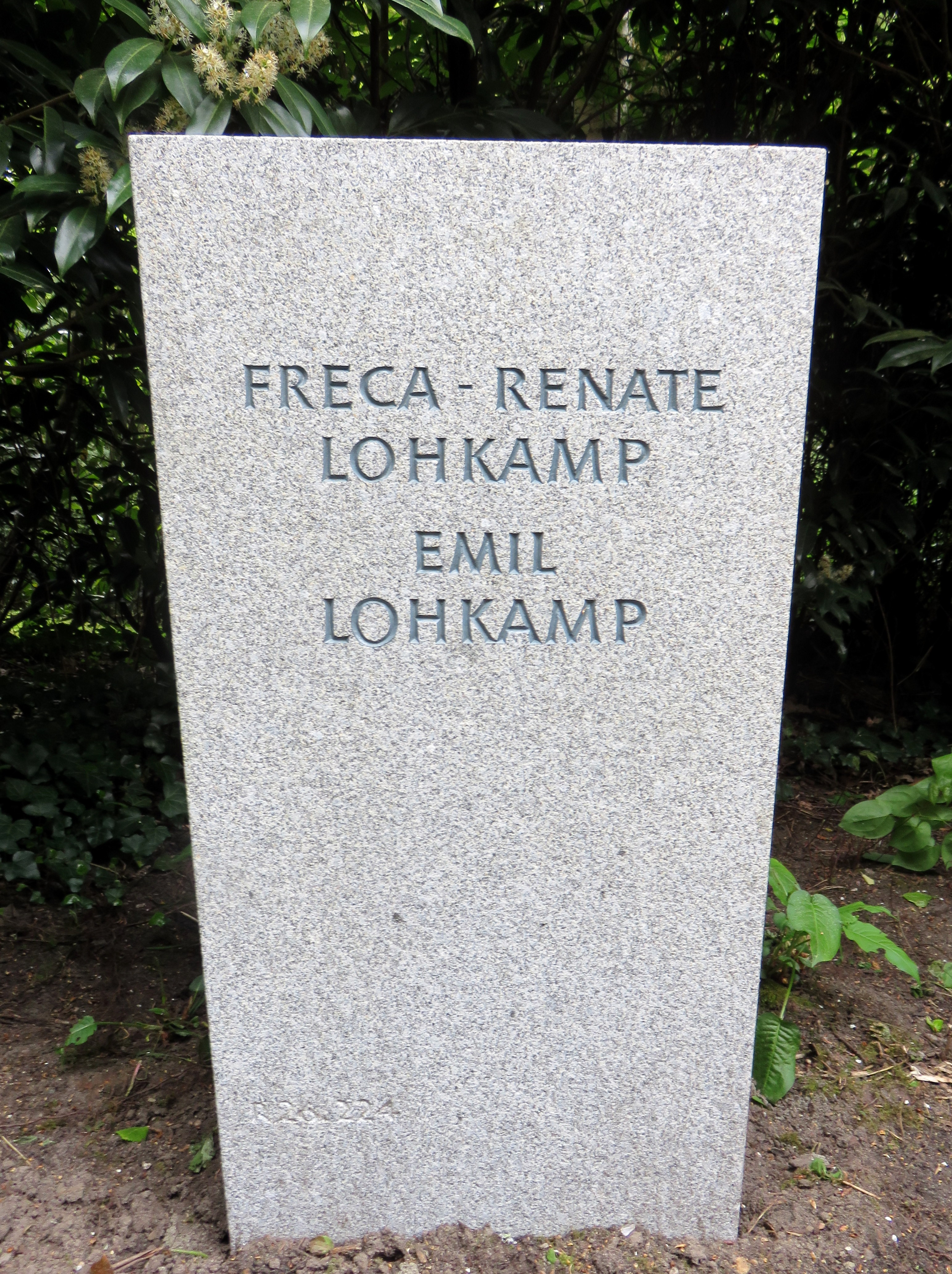
Grabstein Lohkamp im Garten der Frauen auf dem Friedhof Ohlsdorf

Als Sprecherin übernahm sie mehrfach auch für die Sängerinnen die Dialoge in vom NWDR produzierten Opern- und Operettenaufnahmen, so u. a. die Zorika in „Zigeunerliebe“ (NWDR 1953, Dirigent: Wilhelm Stephan) und die Konstanze in „Die Entführung aus dem Serail“ (NWDR 1954, Dirigent: Hans Schmidt-Isserstedt).
Von 1949 bis 1969 inszenierte Freca-Renate Bortfeldt darüber hinaus als Regisseurin am Thalia Theater auch Kindermärchen, für die sie unter ihrem männlichen Pseudonym Wilhelm Strahl meist auch die Bearbeitung übernahm. Die unter ihrer Regie entstandene Aufführung von „Schneeweißchen und Rosenrot“ wurde am 25. Dezember 1953 von der ARD (Arbeitsgemeinschaft der öffentlich-rechtlichen Rundfunkanstalten der Bundesrepublik Deutschland) als Film aufgezeichnet. Unter ihrem Pseudonym schrieb sie selbst auch Kindermärchen. Viele Jahre war sie auch als Schauspiellehrerin tätig.
1940 heiratete sie den Schauspieler Emil Lohkamp, den sie durch ihren Bruder, den Schauspieler und Dramaturgen Hans-Robert Bortfeldt (damals Oberspielleiter am Thalia-Theater), die beide am Thalia-Theater tätig waren, kennengelernt hatte. Freca-Renate Bortfeldt starb 1986 in Hamburg, sie und ihr Ehemann Emil Lohkamp wurden auf dem Ohlsdorfer Friedhof im Planquadrat R26, 224 beigesetzt.  Der Grabstein befindet sich seit Frühjahr 2020 im Garten der Frauen.

## Tätigkeit als Regisseurin
- Aschenputtel – Premiere: 29. Dezember 1949
- Der gestiefelte Kater – Premiere: 16. Juni 1951
- Schneewittchen – Premiere: 26. November 1951
- Dornröschen – Premiere: 11. Juni 1953
- König Drosselbart – Premiere: 23. November 1954
- Frau Holle – Premiere: 22. Januar 1956
- König Drosselbart – Premiere: 29. November 1968

## Hörspiele
- 1970: Karol Sidon: Göttin Welt – Regie: Bodhan Denk (NDR/SFB)